# Accord de libre-échange entre le Mexique et le Panama
L'accord de libre-échange entre le Mexique et le Panama est un accord de libre-échange signé le 3 avril 2014 et entré en application le 1er juillet 2015,. Dès son entrée en viveur, l'accord supprime les droits de douane sur 72 % des produits échangés entre les deux pays,. L'accord remplace deux précédents accords, l'un porte sur la protection des investissements et l'autre sur des baisses douanières sélectives.